# Conus gloriamaris
Conus gloriamaris е вид охлюв от семейство Conidae. Видът не е застрашен от изчезване.

## Разпространение и местообитание
Разпространен е в Индонезия (Калимантан, Малки Зондски острови, Малуку, Папуа и Сулавеси), Малайзия (Сабах), Папуа Нова Гвинея, Самоа, Соломонови острови, Фиджи и Филипини.
Обитава пясъчните дъна на океани и морета.